# Ricardo Gardner
Ricardo Wayne Gardner (Saint Andrew Parish, 25 settembre 1978) è un ex calciatore giamaicano, che giocava come difensore.

## Carriera
La sua carriera da professionista inizia all'Harbour View durante la stagione 1997-1998, con 10 presenze e 2 gol si guadagna la convocazione al Mondiale di Francia.
Dopo il mondiale gioca nel Bolton Wanderers, appena retrocesso. Nella prima stagione gioca 33 partite e segna 2 gol, ma il Bolton non riesce a ritornare in Premier League. La stagione successiva realizza 5 gol in 29 presenze. Nel 2000-2001 gioca 35 partite segnando 3 reti e il Bolton raggiunge la promozione, grazie anche alla vittoria per 3-0 con il Preston North End, dove Ricardo realizza la terza marcatura. Concluderà con 31 presenze e 3 reti il primo anno in Premier League (stagione 2001-2002); nel 2002-2003 avrà una presenza in più (31) e un gol in meno (2), e il Bolton finisce il campionato in diciassettesima posizione, riuscendo a salvarsi.
Dal 2003-2004 non realizzerà più nessun gol a causa anche del cambiamento di posizione: Sam Allardyce lo retrocede da ala a terzino. Nella stagione successiva realizza 33 presenze portando la sua squadra alla prima qualificazione in Coppa UEFA.
Nel 2005-2006 ottiene 30 presenze in Premier League e 7 in Coppa UEFA, nel 2006-2007 le presenze diminuiscono (18) a causa di un infortunio.
Nella Nazionale di calcio della Giamaica conta 109 presenze e 9 gol.